# 格里沃涅
格里沃涅（法語：Grivegnée，法語發音：[ɡʁivɲe]）是比利时列日省列日的片区。格里沃涅原为一独立市镇，1977年1月1日，格里沃涅与列日和邻近的7个市镇外加属于市镇乌格雷的街区斯克莱桑合并，组成了今天的列日市镇，格里沃涅成为了列日的一个片区。